# Нгема, Арменгол Ондо
Арменгол Ондо Нгема (род. 3 февраля 1970, Экваториальная Гвинея) — военный и политический деятель Экваториальной Гвинеи, младший брат действующего президента страны Теодоро Обианг Нгема Мбасого.
Арменгол Ондо Нгема возглавлял службу безопасности президента и проходил обучение в Израиле.
До недавнего времени он руководил службой национальной безопасности, однако подал в отставку — по одной из версий, его вынудили уйти из-за деловых связей с южноафриканцем Ником дю Туа, который был одной из ключевых фигур в попытке переворота 2004 года.
Он является совладельцем частной охранной компании Triple Options. После ухода с должности, по сообщениям СМИ, на Арменгола напал сын президента, Теодоро Нгема Обианг Манге. Ондо Нгема также владеет значительной недвижимостью в штате Виргиния, США.
Политик открыто выступает против планов передачи власти своему племяннику и рассматривает себя в качестве возможного преемника нынешнего главы государства. Ряд правозащитных организаций обвиняют Арменгола Ондо Нгему в многочисленных нарушениях прав человека в Экваториальной Гвинее.